# Andrea Gamarnik
Andrea Gamarnik  (Buenos Aires, 5 de outubro de 1964) é uma virologista argentina, conhecida por suas investigações sobre a dengue.

## Prêmios e distinções
- 2016 Prêmios L'Oréal-UNESCO para mulheres em ciência “por mulheres da ciência” como a mais destacada da América Latina.[3][4]